# سرخ‌پوست (فیلم)
سرخ‌پوست فیلمی در ژانر درام، معمایی، عاشقانه به کارگردانی و نویسندگی نیما جاویدی و تهیه‌کنندگی مجید مطلبی محصول سال ۱۳۹۷ است. این فیلم برای نخستین بار در سی و هفتمین دوره جشنوارهٔ فیلم فجر به نمایش درآمد و با نامزدی در ۸ رشته، سیمرغ بلورین جایزهٔ ویژه هیئت داوران را به دست آورد.

## داستان
سال ۱۳۴۶ خورشیدی، یک زندان قدیمی در جنوب به دلیل مجاورت با فرودگاهِ در حال توسعهٔ شهر، در حال تخلیه است. سرگرد نعمت جاهد (نوید محمدزاده) به همراه مأمورانش در حال انتقال زندانیان به زندان جدید هستند و قرار است خود سرگرد به همراه افرادش تا عصر از زندان بروند. سرهنگ مدبر (مانی حقیقی) که مافوق جاهد است به دیدن او در زندان می‌آید و می‌گوید که جاهد ترفیع گرفته و قرار است جانشین خود او شود. جاهد که از شنیدن این خبر خوشحال است، طی یک تماس تلفنی متوجه می‌شود که یکی از زندانیان به نام «احمد» ملقب به «احمد سرخ‌پوست» همراه با دیگر زندانیان نبوده است. تحقیقات بعدی، جاهد را مطمئن می‌سازد که سرخ‌پوست هنوز در زندان است و در جایی پنهان شده است. از طرفی در همان زمان یک مددکار زندان به نام سوسن کریمی (پریناز ایزدیار) به دیدن جاهد آمده و به وی می‌گوید که حکم سرخ‌پوست به طرز مشکوکی از حبس به اعدام تغییر کرده است. جاهد که حکم ترفیع خود را در خطر می‌بیند به همراه نیروهای خود تمام زندان را برای پیدا کردن سرخ‌پوست جستجو می‌کند…

## بازیگران
| بازیگر            | نقش              |
| ----------------- | ---------------- |
| نوید محمدزاده     | نعمت جاهد        |
| پریناز ایزدیار    | سوسن کریمی       |
| آتیلا پسیانی      | مدیر فرودگاه     |
| حبیب رضایی        | زندانی           |
| ستاره پسیانی      | زن احمد سرخ‌پوست  |
| مانی حقیقی        | سرهنگ مدبر       |
| محمد رسول صفری    | سروان رئوف       |
| اسماعیل پوررضا    | سید داوود        |
| یدالله شادمانی    | پیرمرد           |
| علی مردانه        | استوار اسدی      |
| امیر کیوان معصومی | استوار عباس ناجی |

## انتشار
سرخ‌پوست نخستین‌بار در روز جمعه ۱۲ بهمن ماه ۱۳۹۷، در بخش سودای سیمرغ سی و هفتمین دوره جشنواره فیلم فجر به نمایش درآمد و با نامزدی در ۸ رشته از جمله بهترین فیلم و بهترین فیلمنامه، توانست «جایزه ویژه هیئت داوران» را کسب کند. در تاریخ ۱۱ اردیبهشت ۱۳۹۸، نیما جاویدی اعلام کرد «پروانه نمایش» فیلم سرخپوست صادر شده و در تلاش است تا فیلم را به زودی در سینماها اکران کند. در نهایت این فیلم در تاریخ ۱۵ خرداد ۱۳۹۸ در سینماهای سراسر کشور و در ۶ آذر ۱۳۹۸ در شبکه نمایش‌خانگی منتشر شد.
«سرخ‌پوست» در اولین حضور بین‌المللی خود در «شصت و سومین جشنواره فیلم لندن» در کنار فیلم‌های مطرحی همچون مرد ایرلندی ساخته مارتین اسکورسیزی به نمایش درآمد.

## بازخورد

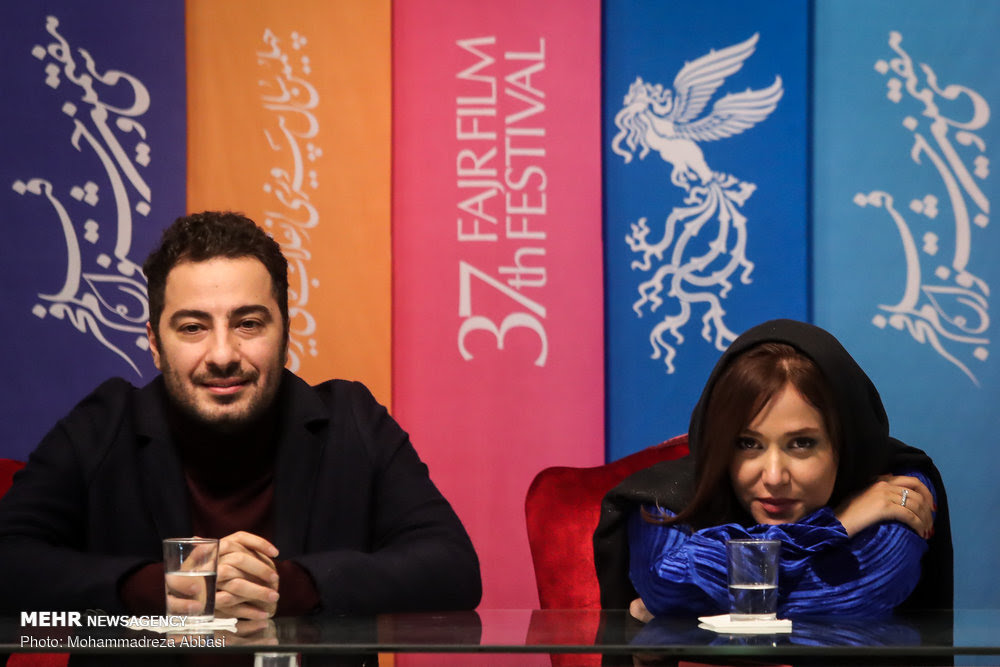
پری‌ناز ایزدیار و نوید محمدزاده در نشست‌خبری فیلم سرخ‌پوست

مسعود فراستی در برنامه هفت این فیلم را بهترین اثر جشنواره دانست. گروه کثیری از منتقدان نیز از نادیده‌گرفتن بازی‌های پری‌ناز ایزدیار در دو فیلم «سرخ‌پوست» و «متری شیش و نیم» توسط هیئت داوران در سی و هفتمین جشنواره فیلم فجر انتقاد کردند.
اسماعیل دلخموش عنوان کرد این فیلم شکلی پرتعلیق تلاش رئیس را برای یافتن احمد نشان می‌دهد در حالی که دو منبع؛ زنی از کادر زندان (با بازی پریناز ایزدیار) که نوعی درگیری عاطفی نیز ایجاد کرده در کنار حقایقی دربارهٔ بی‌گناهی احمد، یک جدال اخلاقی درونی را نیز برای کاراکتر رئیس ایجاد می‌کنند
کاوه مساوات در فیلیموشات عنوان کرد این فیلم در چندین جنبه از فیلمنامه مشکل دارد: اول، اینکه فریب دادن و رو دست زدن به تماشاگر ایرانی که در تمامی این سال‌ها آثار هالیوودی را در بالاترین کیفیت می‌دیده است کار آسانی نیست و جاویدی هم از پسش برنیامده تا پیچ انتهایی داستانش را آن‌چنان ظریف دربیاورد که تماشاگر را متحیر کند.
پرهام موسوی در پایگاه آخرین خبر بیان کرد روایت هیچکاکی فیلم سرخپوست با اینکه ساختار کلاسیک دارد اما به دلیل تعلیق (کنجکاوی) مخاطب را جذب خودش می‌کند، در سرخپوست مثل فیلم‌های هیچکاک شاهد روایت فیلمنامه در یک لوکیشن هستیم که اتفاق خوفناکی در این لوکیشن رخ می‌دهد، اتفاقی که همه کاراکترها را درگیر خود می‌کند
در نظرسنجی بهترین‌های سال ۹۸ در دو رسانه «فیلم‌نیوز» و «سینمادیلی» که به انتخاب بهترین بازیگر زن و مرد سینما در سال ۹۸ اختصاص داشت در مجموع ۱۱۵ هزار نفر رای دادند و پریناز ایزدیار برای بازی در «سرخ‌پوست» و «متری شیش و نیم» با ۳۲ درصد آرا در بخش بهترین بازیگر زن سال و نوید محمدزاده برای بازی در «سرخ‌پوست» و «متری شیش و نیم» با ۴۰ درصد آرا در بخش بهترین بازیگر مرد سال، رتبه اول را به‌دست آوردند.

## اکران‌ها، حضور در جشنواره‌ها و جوایز

### اکران و جشنواره‌ها

#### داخلی
| سال  | رویداد                                | بخش           | تاریخ اکران   |
| ---- | ------------------------------------- | ------------- | ------------- |
| ۱۳۹۷ | جشنواره فیلم فجر                      | سودای سیمرغ   | ۱۲ بهمن ۱۳۹۷  |
| ۱۳۹۸ | جشن انجمن منتقدان و نویسندگان سینمایی | فیلم‌های بلند  | -             |
| ۱۳۹۸ | بیست و یکمین جشن سینمای ایران         | تندیس شایستگی | ۸ شهریور ۱۳۹۸ |

### جوایز
| بخش                           | نامزد         | نتیجه | جایزه        |
| ----------------------------- | ------------- | ----- | ------------ |
| بهترین فیلم                   | مجید مطلبی    | نامزد | سیمرغ بلورین |
| بهترین کارگردانی              | نیما جاویدی   | نامزد | سیمرغ بلورین |
| بهترین فیلم از نگاه تماشاگران | مجید مطلبی    | دوم   | سیمرغ بلورین |
| بهترین بازیگر نقش اول مرد     | نوید محمدزاده | نامزد | سیمرغ بلورین |
| بهترین فیلمنامه               | نیما جاویدی   | نامزد | سیمرغ بلورین |
| بهترین جلوه‌های ویژه بصری      | جواد مطوری    | نامزد | سیمرغ بلورین |
| بهترین طراحی صحنه             | محسن نصراللهی | نامزد | سیمرغ بلورین |
| جایزهٔ ویژه هیئت داوران        | نیما جاویدی   | برنده | سیمرغ بلورین |

### جوایز دیگر
| بخش                       | نامزد                    | نتیجه | جایزه         |
| ------------------------- | ------------------------ | ----- | ------------- |
| بهترین فیلم               | مجید مطلبی               | برنده | تندیس شایستگی |
| بهترین کارگردانی          | نیما جاویدی              | نامزد | تندیس شایستگی |
| بهترین بازیگر نقش اول مرد | نوید محمدزاده            | برنده | تندیس شایستگی |
| بهترین بازیگر نقش مکمل زن | ستاره پسیانی             | نامزد | تندیس شایستگی |
| بهترین فیلمنامه           | نیما جاویدی              | نامزد | تندیس شایستگی |
| بهترین فیلم‌برداری         | هومن بهمنش               | برنده | تندیس شایستگی |
| بهترین تدوین              | عماد خدابخش و هدا موبینی | نامزد | تندیس شایستگی |
| بهترین چهره‌پردازی         | ایمان امیدواری           | برنده | تندیس شایستگی |
| بهترین جلوه‌های ویژه بصری  | جواد مطوری               | برنده | تندیس شایستگی |

| بخش                      | نامزد          | نتیجه |
| ------------------------ | -------------- | ----- |
| بهترین فیلم              | مجید مطلبی     | برنده |
| بهترین کارگردانی         | نیما جاویدی    | برنده |
| بهترین بازیگر مرد سینما  | نوید محمدزاده  | برنده |
| بهترین بازیگر زن سینما   | پریناز ایزدیار | نامزد |
| بهترین تدوین             | عماد خدابخش    | نامزد |
| بهترین موسیقی متن        | رامین کوشا     | نامزد |
| بهترین فیلم‌بردار سینمایی | هومن بهمنش     | نامزد |
| بهترین فیلمنامه سینمایی  | نیما جاویدی    | نامزد |